# 위팔세갈래근

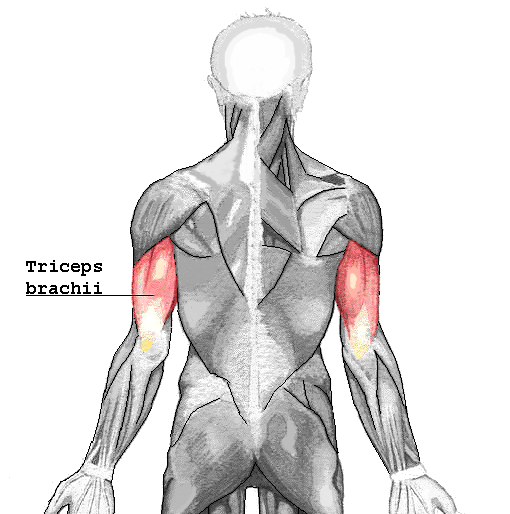

위팔세갈래근(영어: triceps brachii muscle 또는 triceps brachii 또는 triceps) 또는 상완삼두근 또는 삼두박근은 대부분의 척추 동물(vertebrates)의 상지 뒤쪽에 있는 큰 근육이다.

## 같이 보기
- 종아리세갈래근(하퇴삼두근)
- 위팔두갈래근